# Triorla parastriola
Triorla parastriola là một loài ruồi trong họ Asilidae. Triorla parastriola được Pamplona & Cima & Aires miêu tả năm 1999. Loài này phân bố ở vùng Tân nhiệt đới.